# Organizzazione mondiale della toilette

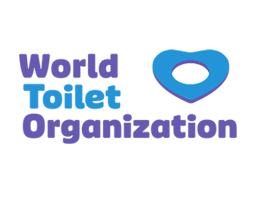
Logo della WTO

L'Organizzazione mondiale della toilette (WTO - World Toilet Organization) è un'organizzazione no-profit che si batte per migliorare le condizioni igienico-sanitarie delle toilette nel mondo. È una delle poche organizzazioni che si concentrano sui bagni, anziché sull'acqua, che invece riceve molta più attenzione per quanto riguarda l'igienizzazione.
Fondata nel 2001 da Jack Sim, ha sede a Singapore e conta, al 2013, 235 organizzazioni membro in 58 nazioni.
Nel 2011 la Fondazione Bill & Melinda Gates ha finanziato l'associazione con 270 000 dollari.

## World Toilet Day

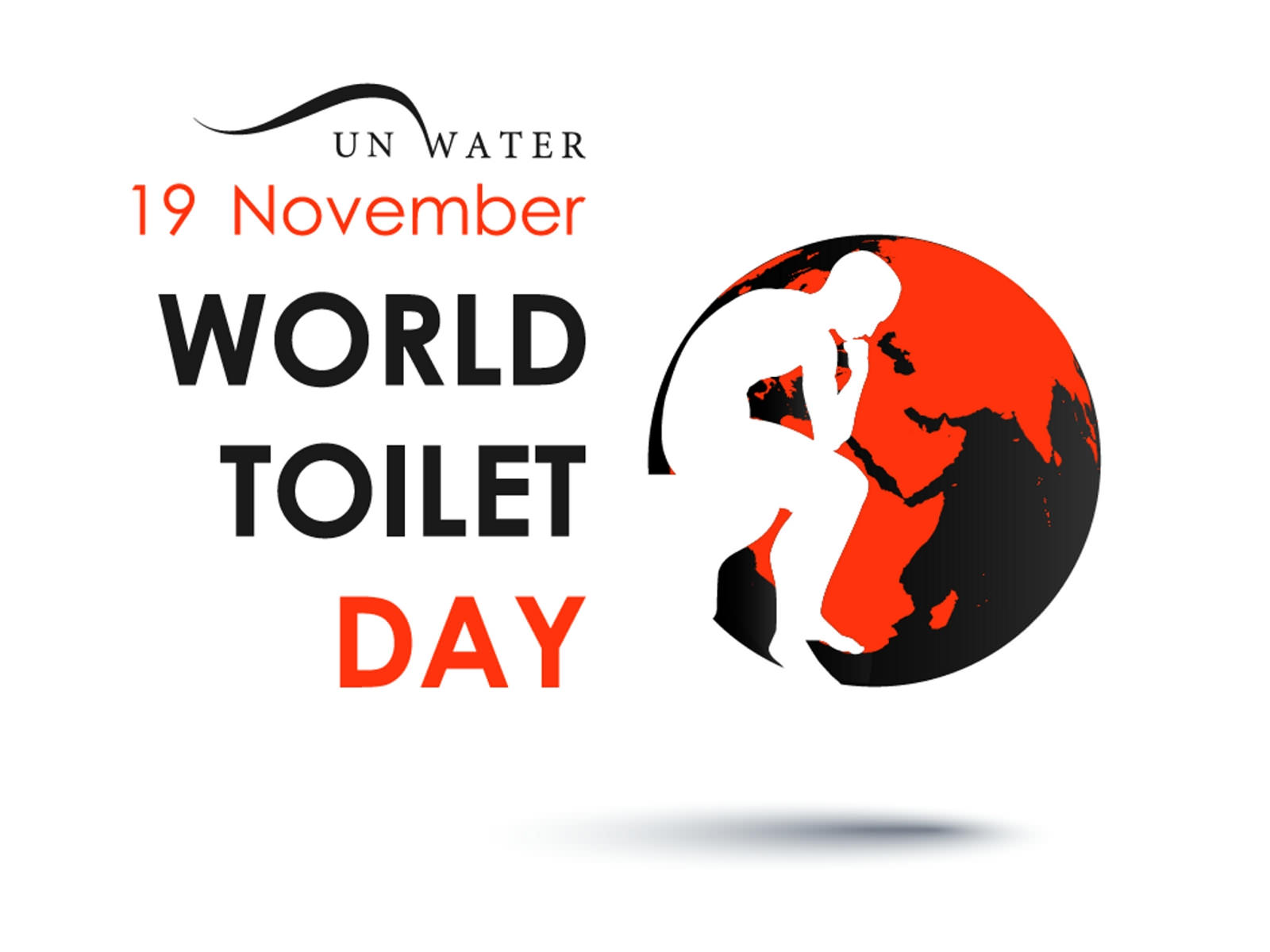
Logo del World Toilet Day

Dal 2001 l'organizzazione promuove il World Toilet Day, che si celebra il 19 novembre in tutti gli stati affiliati.
L'Obiettivo di sviluppo sostenibile 6 mira a "Garantire la disponibilità e la gestione sostenibile dell'acqua e dei servizi igienico-sanitari per tutti". In particolare, l'obiettivo 6.2 è "Porre fine alla defecazione all'aperto e garantire l'accesso ai servizi igienico-sanitari". Quando è stato pubblicato il Rapporto sugli Obiettivi di sviluppo sostenibile 2020, il Segretario generale delle Nazioni Unite António Guterres ha affermato: "Oggi, l'Obiettivo di sviluppo sostenibile 6 è gravemente fuori strada" e "sta ostacolando i progressi dell'Agenda 2030, la realizzazione dei diritti umani e il raggiungimento della pace e della sicurezza in tutto il mondo".
Il World Toilet Day esiste per informare, coinvolgere e ispirare le persone ad agire per raggiungere questo obiettivo. L'Assemblea generale delle Nazioni Unite ha dichiarato il World Toilet Day giornata ufficiale delle Nazioni Unite nel 2013, dopo che Singapore aveva depositato la risoluzione (la sua prima risoluzione davanti all'Assemblea generale delle Nazioni Unite di 193 stati membri). In precedenza, il World Toilet Day era stato istituito ufficiosamente dalla World Toilet Organization nel 2001.
UN-Water è l'organizzatore ufficiale delil World Toilet Day. UN-Water gestisce il sito web ufficiale del World Toilet Day e sceglie un tema speciale per ogni anno. Nel 2020 il tema era "Servizi igienici sostenibili e cambiamento climatico". Nel 2019 era "Non lasciare nessuno indietro", che è il tema centrale degli Obiettivi di sviluppo sostenibile. I temi degli anni precedenti includono soluzioni basate sulla natura, acque reflue, servizi igienici e posti di lavoro e servizi igienici e nutrizione. Il World Toilet Day è caratterizzato da campagne di comunicazione e altre attività. Gli eventi sono pianificati da enti delle Nazioni Unite, organizzazioni internazionali, organizzazioni della società civile locale e volontari per sensibilizzare e ispirare l'azione.
I servizi igienici sono importanti perché l’accesso a un bagno sicuro e funzionante ha un impatto positivo sulla salute pubblica, sulla dignità umana e sulla sicurezza personale, soprattutto per le donne. I sistemi igienico-sanitari che non trattano in modo sicuro gli escrementi (urina e feci) consentono la diffusione di malattie. Possono verificarsi gravi malattie trasmesse dal suolo e dall’acqua come colera, diarrea, tifo, dissenteria e schistosomiasi.

### Coordinazione
Nel 2013, UN-Water e l'"Area tematica prioritaria (TPA - Thematic Priority Area) sull'acqua potabile e i servizi igienici di base" hanno ricevuto il mandato di supervisionare il World Toilet Day ogni anno. Tale mandato è descritto nella Risoluzione delle Nazioni Unite A/67/L.75.
L'UN-Water seleziona il tema sulla base del Rapporto sullo sviluppo delle risorse idriche mondiali di quell'anno e sviluppa contenuti per le campagne di comunicazione di tale giornata.
L'UN-Water gestisce il sito web del World Toilet Day che promuove questioni e storie chiave, fornisce risorse per comunicazioni e campagne e annuncia eventi e opportunità per partecipare.
L’intera campagna del World Toilet Day mobilita la società civile, i think tank, le organizzazioni non governative, gli accademici, le aziende e il pubblico in generale a partecipare alle campagne di comunicazione e sui social media. In definitiva, l’obiettivo è quello di incoraggiare le organizzazioni e i governi a pianificare attività e azioni sulle questioni igienico-sanitarie per progredire verso l’Obiettivo di sviluppo sostenibile 6.

### Temi annuali

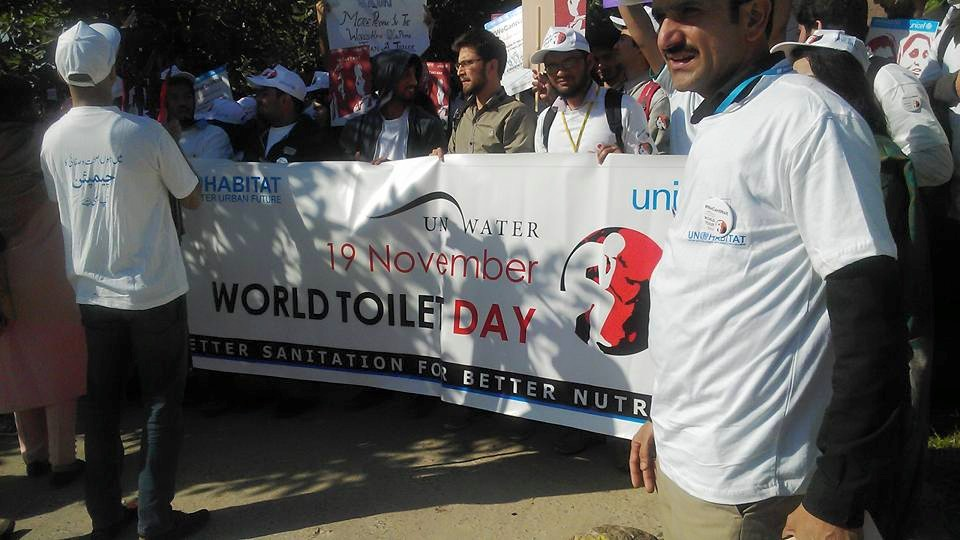
Celebrazione del World Toilet Day 2015 in Pakistan

A partire dal 2012, i temi del World Toilet Day sono stati selezionati ogni anno e costituiscono la base delle relative campagne di comunicazione. Dal 2016, lo stesso tema annuale generale è stato utilizzato sia per il World Toilet Day che per la Giornata mondiale dell'acqua, sulla base del Rapporto Mondiale sullo Sviluppo delle Risorse Idriche.
- 2012 – "A me importa, e a te?" (slogan)[14]
- 2013 – Turismo e acqua
- 2014 – Uguaglianza e dignità[15]
- 2015 – Toilette e nutrizione
- 2016 – Toilette e lavoro[8]
- 2017 – Acque reflue[7]
- 2018 – Soluzioni basate sulla natura (slogan: "Quando la natura chiama")[16]
- 2019 – Non lasciare indietro nessuno[17] – La campagna ha richiamato l’attenzione sulle persone “lasciate indietro senza servizi igienico-sanitari e sulle conseguenze sociali, economiche e ambientali dell’inazione”[18][19]. Ciò è strettamente correlato all’Obiettivo di sviluppo sostenibile 6, che si prefigge di eliminare la defecazione all’aperto e di garantire “che tutti abbiano accesso a servizi igienico-sanitari sostenibili entro il 2030, prestando particolare attenzione ai bisogni delle donne, delle ragazze e di coloro che si trovano in situazioni vulnerabili”[10].
- 2020 – Servizi igienico-sanitari sostenibili e cambiamenti climatici[20]
- 2021 – Valutazione dei servizi igienici
- 2022 – Acque sotterranee e servizi igienico-sanitari: rendere visibile l'invisibile
- 2023 - Accelerare il cambiamento[21]
- 2024 - I bagni sono un luogo di pace

### Esempi di attività ed eventi

#### Lancio dei report
Alcune organizzazioni pubblicano report sui servizi igienici (o sui servizi igienici) in occasione del World Toilet Day. Ad esempio:
- La Toilet Board Coalition (2017) "Economia dei servizi igienici"[22]
- Acqua e servizi igienico-sanitari per i poveri urbani (WSUP) (2017) "Guida per rafforzare l'ambiente favorevole alla gestione dei fanghi fecali"[23]
- L'Ufficio Internazionale del Lavoro (OIL) (2016) "WASH(et)Work: manuale di auto-formazione[24]
- OMS, UNICEF e USAID (2015) "Migliorare i risultati nutrizionali con acqua, servizi igienici e igiene migliori: soluzioni pratiche per politiche e programmi"[25]

#### Eventi
- 2019: Gli eventi programmati per il World Toilet Day 2019 incldevano, ad esempio, un workshop negli Stati Uniti, installazioni artistiche in Irlanda con il tema "Pensa prima di tirare lo sciacquone" e una campagna "Toilette per tutti nelle aree rurali" nel Madhya Pradesh, in India[26][27].
- 2018: Gli eventi per il World Toilet Day del 2018 includevano diverse attività come un “hackathon” in Ghana per promuovere soluzioni digitali[28], un seminario ospitato da Ingegneria senza frontiere in Danimarca[29], una proiezione e discussione del film di Bollywood Toilet: Ek Prem Katha in Canada[30], e un concorso scolastico di disegno in India[16][31].
- 2017: I membri della Sustainable Sanitation Alliance (SuSanA) hanno sfruttato l'entusiasmo suscitato dal World Toilet Day del 2017 per aggiornare gli articoli di Wikipedia sugli argomenti relativi ai servizi igienico-sanitari[32]. Ciò ha contribuito all'educazione pubblica sulla crisi dei servizi igienico-sanitari[33]. Il documentario "Follow the Flush", uscito il 19 novembre 2017, ha spiegato alle persone cosa succede sotto le strade di New York City dopo che una persona ha tirato lo sciacquone di un water a Manhattan[34]. In vista del World Toilet Day 2017, le comunità di tutto il mondo si sono riunite per delle "Corse urgenti" (Urgent Run) a tema igienico-sanitario. Si sono svolti più di 63 eventi in 42 paesi[35]. I paesi partecipanti includevano: Bangladesh, Benin, Bhutan, Burundi, Cambogia, Camerun, Canada, Cina, Congo, Francia, Gambia, Germania, Ghana, India[36], Indonesia, Italia, Kenya, Mongolia, Mozambico, Namibia, Paesi Bassi, Pakistan, Filippine, Senegal, Tanzania, Stati Uniti e Vietnam[35][37].

### Impatto dei social media
La campagna del World Toilet Day e le pubblicazioni correlate raggiungono milioni di persone attraverso i social media, siti web dedicati e altri canali. Oltre 100 eventi in 40 paesi sono stati registrati sul sito web del World Toilet Day sia nel 2016 che nel 2017. Nel 2017, l'hashtag #WorldToiletDay ha avuto una portata potenziale massima di oltre 750 milioni di persone sui social media. Nel 2018, tale portata è aumentata del 15% rispetto al 2017; l'attività online e gli autori sono aumentati rispettivamente del 12% e del 22% rispetto al 2017.

### Storia

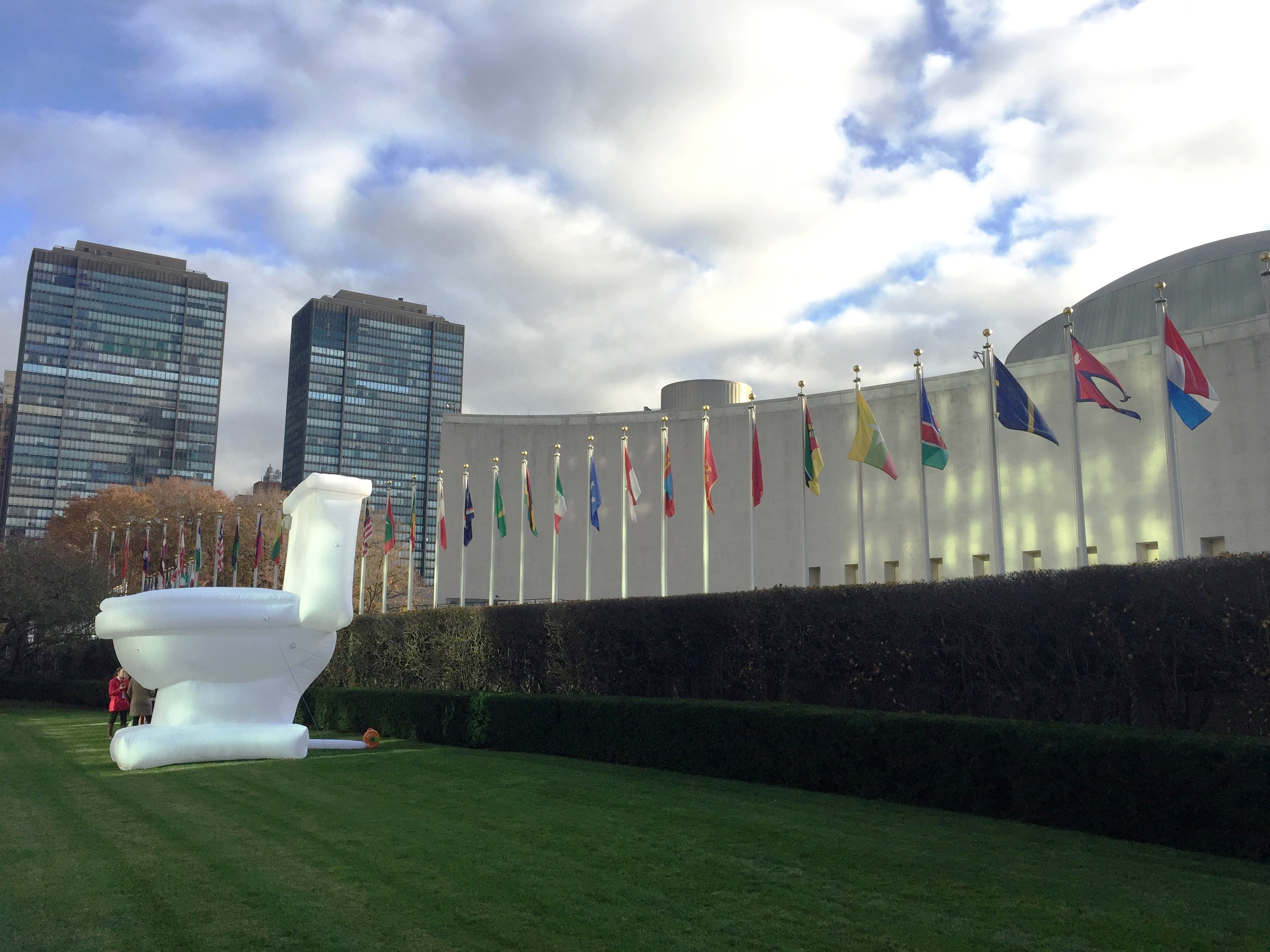
Il World Toilet Day è stato dichiarato ufficialmente nel 2013 durante la 67a sessione dell'Assemblea generale delle Nazioni Unite a New York.

Il nome "World Toilet Day" e non "World Sanitation Day" è stato scelto per facilitare la comunicazione pubblica, anche se i servizi igienici sono solo il primo stadio dei sistemi igienico-sanitari.
Gli eventi del World Toilet Day e le campagne di sensibilizzazione pubblica aumentano la consapevolezza sui più ampi sistemi igienico-sanitari che includono il trattamento delle acque reflue, la gestione dei fanghi fecali, dei rifiuti solidi urbani, delle acque piovane, l'igiene e il lavaggio delle mani. Inoltre, gli Obiettivi di sviluppo sostenibile delle Nazioni Unite richiedono non solo i bagni. L'Obiettivo 6 richiede servizi igienico-sanitari adeguati, che includono l'intero sistema per garantire che i rifiuti siano trattati in sicurezza.
L’Organizzazione Mondiale del Commercio ha iniziato a fare pressione per il riconoscimento globale del World Toilet Day e, nel 2007, anche la Sustainable Sanitation Alliance (SuSanA) ha iniziato a sostenere attivamente tale giornata. I loro sforzi per aumentare l’attenzione sulla crisi dei servizi igienici sono stati rafforzati nel 2010, quando il diritto umano all’acqua e ai servizi igienici è stato ufficialmente dichiarato un diritto umano dalle Nazioni Unite.
Nel 2013, un'iniziativa congiunta tra il governo di Singapore e la World Toilet Organization ha portato alla prima risoluzione delle Nazioni Unite a Singapore, intitolata "Sanitation for All". La risoluzione chiede un'azione collettiva per porre fine alla crisi igienico-sanitaria mondiale. Il World Toilet Day è stato dichiarato giornata ufficiale delle Nazioni Unite nel 2013. Tale risoluzione è stata adottata da 122 paesi durante la 67a sessione dell'Assemblea generale delle Nazioni Unite a New York.
Gli Obiettivi di Sviluppo Sostenibile (OSS) hanno sostituito gli Obiettivi di Sviluppo del Millennio (OSM) nel 2016. In occasione del World Toilet Day, il 19 novembre 2015, il Segretario Generale delle Nazioni Unite Ban Ki-moon ha sollecitato un'azione su larga scala per rinnovare gli sforzi volti a garantire l'accesso a servizi igienici adeguati per tutti. Ha ricordato a tutti l'"Appello all'Azione sui Servizi Igienici" ("Call to Action on Sanitation") lanciato nel 2013 e l'obiettivo di porre fine alla defecazione all'aperto entro il 2025. Ha inoltre affermato: "Secondo molti, i servizi igienici sono l'obiettivo più mancato degli Obiettivi di Sviluppo del Millennio".
Il vicesegretario generale delle Nazioni Unite, Jan Eliasson, è stato onorato in occasione del World Toilet Day nel 2016 a New York per il suo profondo impegno nel rompere il tabù dei servizi igienici. Ad esempio, aveva consegnato un messaggio video ai partecipanti a un evento congiunto di WaterAid e Unilever al Parlamento europeo in occasione del World Toilet Day del 2014. Nel 2016, UN-Water ha sostenuto "Un brindisi per i servizi igienici" a New York con la missione delle Nazioni Unite di Singapore.

## Altre iniziative

### Urgent Run

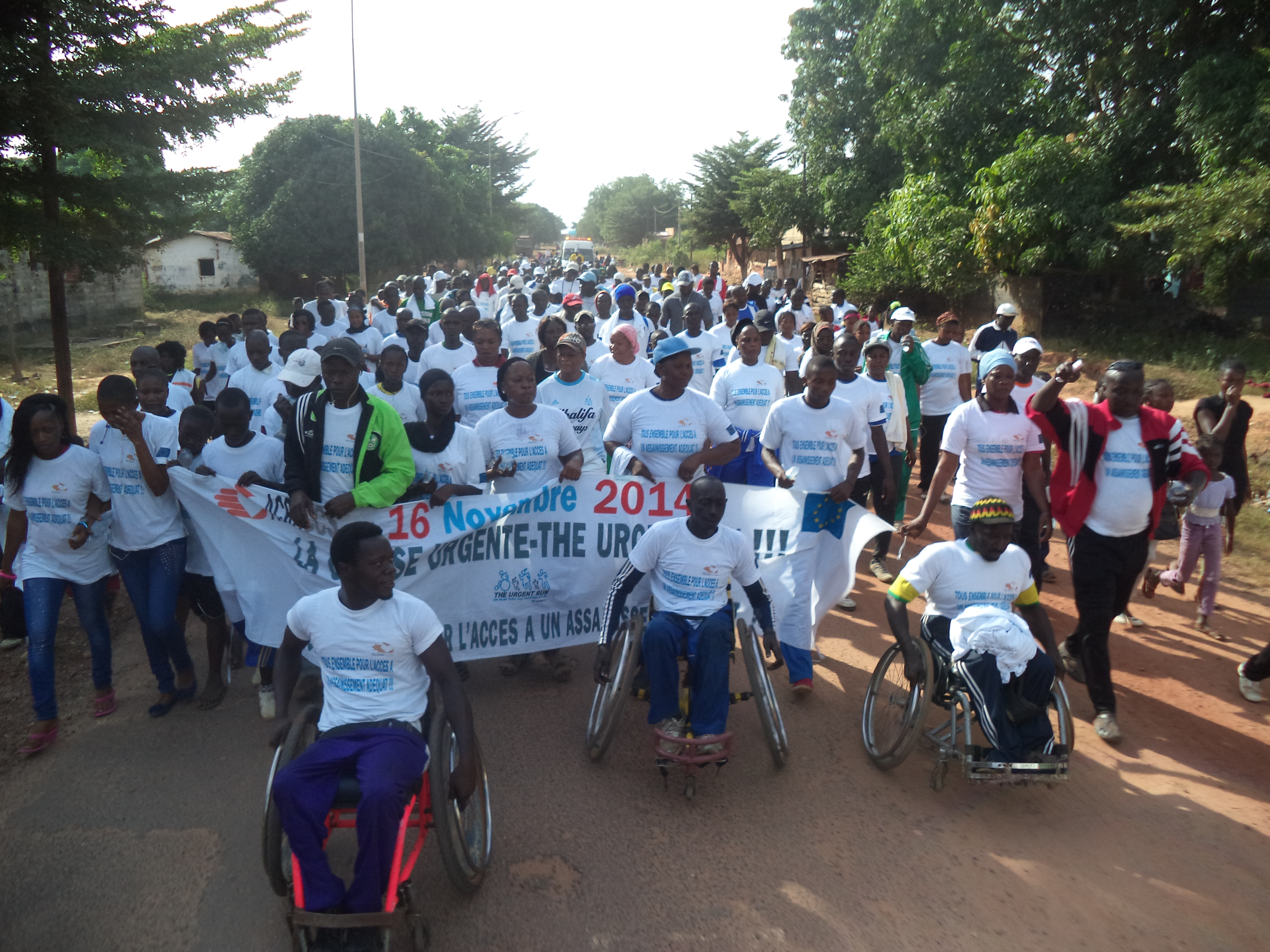
Urgent Run in Senegal organizzata per celebrare il WTD 2014

La WTO celebra ogni anno il World Toilet Day con l'Urgent Run ("Corsa Urgente"), che è un appello ad agire con urgenza per porre fine alla crisi igienico-sanitaria e mira a riunire le comunità di tutto il mondo per sensibilizzare sulla sfida globale dell'igiene e coinvolgere le persone sulle problematiche igienico-sanitarie nelle loro comunità locali. In vista del World Toilet Day, le comunità di tutto il mondo si uniscono per organizzare Urgent Run a tema igienico-sanitario in vari formati e includono corse, eventi educativi, programmi di pulizia dei bagni, passeggiate di sensibilizzazione, carnevali e persino sfilate di motociclette. Sono organizzate da gruppi comunitari, aziende, università, volontari e ONG per coinvolgere le loro comunità locali nelle loro sfide igienico-sanitarie.

### Rainbow School Toilet
L’iniziativa Rainbow School Toilet della WTO è stata lanciata nel 2015. Nel 2016 quattro scuole rurali, con una stima di 1.300 studenti (in media 300 studenti per scuola), hanno beneficiato dei nuovi edifici per i servizi igienici dotati di un impianto di trattamento delle acque reflue riciclabili.

### Floating Community Toilet Project
Fino al 2018, non esistevano servizi igienici adeguati per le quasi 100.000 persone che vivevano nelle comunità galleggianti sul lago Tonlé Sap in Cambogia. Per affrontare i problemi igienico-sanitari in queste comunità galleggianti, Wetlands Work! (WW) ha sviluppato HandyPod, un prodotto che contiene le acque reflue grezze e le tratta sfruttando vari processi biologici. Questo progetto mira a eliminare la defecazione all'aperto fornendo sistemi igienico-sanitari alle scuole galleggianti e insegnando agli studenti a usare i servizi igienici, migliorare i servizi igienici e l'igiene, ridurre le assenze scolastiche dovute alla diarrea, aumentare la frequenza scolastica, soprattutto per le ragazze, nonché aumentare la domanda di servizi igienici domestici.
La WTO e la WW hanno raccolto fondi per il progetto attraverso diverse piattaforme e nel 2016 sono stati installati in totale otto HandyPod, adatti a circa 900 studenti e 650 beneficiari indiretti nelle loro famiglie.

## World Toilet College
Il World Toilet College (WTC) è nato come impresa sociale nel 2005, con la convinzione che fosse necessario un organismo mondiale indipendente per garantire le migliori pratiche e gli standard migliori nella progettazione, pulizia e tecnologie igienico-sanitarie dei servizi igienici.
Dal 2005, il WTC ha formato più di 5.000 persone nei suoi vari corsi e ha condotto programmi e corsi.

## Logo
Il logo della World Toilet Organization è costituito da un sedile del water azzurro a forma di cuore.